# Волна (Гірськомарійський район)
Волна́ (рос. Волна, марій. Волна) — присілок у складі Гірськомарійського району Марій Ел, Росія. Входить до складу Червоноволзького сільського поселення.

## Населення
Населення — 14 осіб (2010; 17 у 2002).
Національний склад (станом на 2002 рік):
- гірські марійці — 100 %